# Pedra Branca, Tasmanien
Pedra Branca är en ö i Australien. Den ligger i delstaten Tasmanien, i den sydöstra delen av landet, omkring 110 kilometer söder om delstatshuvudstaden Hobart.